# Station Liers
Station Liers is een spoorwegstation langs spoorlijn 34 (Hasselt - Luik) in Liers, een deelgemeente van Herstal. Het is nu een stopplaats.
In tegenstelling tot perron 2 en 3, is perron 1 niet toegankelijk voor personen met een beperkte mobiliteit. Treinen houden dan ook vooral halt aan perron 2 en 3.

## Treindienst

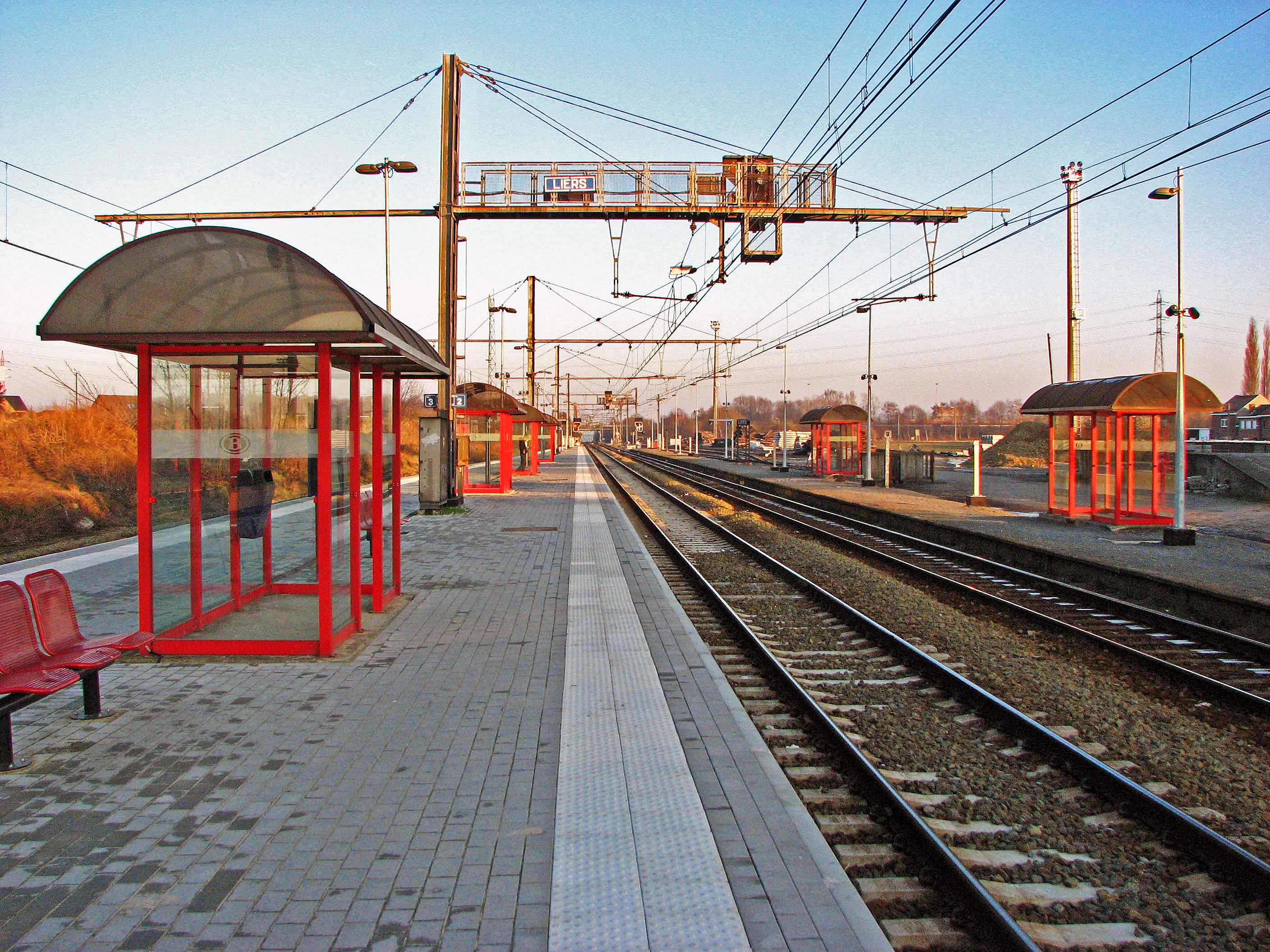

| Serie     | Treinsoort             | Route                                                                                         | Bijzonderheden                                               |
| --------- | ---------------------- | --------------------------------------------------------------------------------------------- | ------------------------------------------------------------ |
| IC 09     | Intercity (NMBS)       | Antwerpen-Centraal – Aarschot – [ Leuven – ] Hasselt – Liers – Luik-Guillemins                | Rijdt in het weekend Antwerpen-Centraal - Luik-Guillemins.   |
| IC 25     | Intercity (NMBS)       | Moeskroen – Doornik – Bergen – Charleroi-Centraal – Namen – Luik-Guillemins – Herstal – Liers | Rijdt in het weekend tussen Moeskroen en Liers.              |
| IC 33     | Intercity (NMBS / CFL) | Liers – Luik-Guillemins – Gouvy – Luxemburg                                                   | Rijdt in het weekend 1×/2u. tussen Liers - Luxemburg.        |
| L 5550    | L-trein (NMBS)         | Liers – Luik-Guillemins – Rivage – Marloie                                                    |                                                              |
| S 42      | S-trein Luik (NMBS)    | Liers – Luik-Guillemins – Flémalle-Haute                                                      |                                                              |
| S 43 5300 | S-trein Luik (NMBS)    | Maastricht – Wezet – Luik-Guillemins – Liers – Tongeren – Diepenbeek – Hasselt                | Rijdt in het weekend niet tussen Luik-Guillemins en Hasselt. |
| ICT 6945  | Toeristentrein (NMBS)  | Liers – Luik-Guillemins – Rivage – Marloie                                                    | Rijdt in juli en augustus.                                   |

## Reizigerstellingen
De grafiek en tabel geven het gemiddeld aantal instappende reizigers weer op een week-, zater- en zondag.
| Tabel: aantal instappende reizigers station Liers | Tabel: aantal instappende reizigers station Liers | Tabel: aantal instappende reizigers station Liers | Tabel: aantal instappende reizigers station Liers |
|                                                   | Weekdag                                           | Zaterdag                                          | Zondag                                            |
| ------------------------------------------------- | ------------------------------------------------- | ------------------------------------------------- | ------------------------------------------------- |
| 1977                                              | 228                                               | 58                                                | 28                                                |
| 1978                                              | 499                                               | 50                                                | 33                                                |
| 1979                                              | 300                                               | 53                                                | 53                                                |
| 1980                                              | 307                                               | 69                                                | 44                                                |
| 1981                                              | 305                                               | 77                                                | 45                                                |
| 1982                                              | 284                                               | 75                                                | 74                                                |
| 1983                                              | 322                                               | 60                                                | 56                                                |
| 1984                                              | 144                                               | 43                                                | 38                                                |
| 1985                                              | 162                                               | 38                                                | 45                                                |
| 1986                                              | 186                                               | 69                                                | 61                                                |
| 1987                                              | 256                                               | 66                                                | 96                                                |
| 1988                                              | 237                                               | 104                                               | 114                                               |
| 1989                                              | 261                                               | 69                                                | 82                                                |
| 1990                                              | 314                                               | 103                                               | 80                                                |
| 1991                                              | 242                                               | 81                                                | 68                                                |
| 1992                                              | 240                                               | 105                                               | 109                                               |
| 1993                                              | 256                                               | 105                                               | 98                                                |
| 1994                                              | 274                                               | 98                                                | 95                                                |
| 1995                                              | 278                                               | 72                                                | 81                                                |
| 1996                                              | 280                                               | 83                                                | 67                                                |
| 1997                                              | 281                                               | 77                                                | 81                                                |
| 1998                                              | 831                                               | 226                                               | 267                                               |
| 1999                                              | 208                                               | 66                                                | 78                                                |
| 2000                                              | 327                                               | 110                                               | 125                                               |
| 2001                                              | 223                                               | 68                                                | 60                                                |
| 2002                                              | 218                                               | 76                                                | 64                                                |
| 2003                                              | 193                                               | 543                                               | 584                                               |
| 2004                                              | 240                                               | 49                                                | 32                                                |
| 2005                                              | 216                                               | 56                                                | 48                                                |
| 2006                                              | 201                                               | 58                                                | 54                                                |
| 2007                                              | 250                                               | 45                                                | 44                                                |
| 2008                                              | -                                                 | -                                                 | -                                                 |
| 2009                                              | 232                                               | 58                                                | 40                                                |
| 2010                                              | -                                                 | -                                                 | -                                                 |
| 2011                                              | -                                                 | -                                                 | -                                                 |
| 2012                                              | 240                                               | 44                                                | 66                                                |
| 2013                                              | 236                                               | 69                                                | 46                                                |
| 2014                                              | 226                                               | 51                                                | 34                                                |
| 2015                                              | 549                                               | 164                                               | 179                                               |
| 2016                                              | 290                                               | 98                                                | 108                                               |
| 2017                                              | 242                                               | 120                                               | 74                                                |
| 2018                                              | 220                                               | 101                                               | 85                                                |
| 2019                                              | 266                                               | 111                                               | 71                                                |
| 2020                                              | 161                                               | 54                                                | 35                                                |
| 2021                                              | -                                                 | -                                                 | -                                                 |
| 2022                                              | 467                                               | 298                                               | 271                                               |
| 2023                                              | 493                                               | 224                                               | 212                                               |
| 2024                                              | 463                                               | 251                                               | 453                                               |

0,0: Liers ·
2,0: Rocourt-Clinique ·
3,1: Rocourt ·
4,0: Alleur ·
5,1: Ans-Est ·
6,4: Ans
0,0: Hasselt ·
3,7: Godsheide ·
7,2: Diepenbeek ·
15,0: Beverst ·
17,2: Bilzen ·
19,3: Hoeselt ·
22,1: Alt-Hoeselt ·
24,4: 's Herenelderen ·
27,7: Tongeren ·
31,5: Nerem ·
32,0: Vreren-Nerem ·
33,1: Glaaien ·
37,7: Villers-Juprelle ·
40,3: Liers ·
42,9: Milmort ·
43,9: Milmort-Charbonnage ·
45,4: La Préalle ·
46,2: Rue Charlemagne ·
48,0: Herstal ·
49,4: Jolivet ·
50,6: Luik-Vivegnis ·
51,6: Luik-Sint-Lambertus ·
53,0: Luik-Carré ·
54,8: Luik-Guillemins